# محافظة بالي
بالي هي إحدى مقاطعات بوركينا فاسو الخمس وأربعون، وتقع في منطقة بوكلي دو موهون، وعاصمتها بورومو، تبلغ مساحتها 4596 كيلومترا مربعا  وبلغ عدد سكانها 297,367 عام 2019
تشتهر المقاطعة بغابة دو باليه ، التي تسكنها قطعان أفيال السافانا . تقع بورومو ، عاصمة المقاطعة، على الطريق الرئيسي من واغادوغو إلى بوبوديولاسو .
في يونيو 2007، افتتحت شركة التعدين الكندية سيمافو منجم الذهب الثالث في البلاد في مانا بالمقاطعة، باستثمارات بلغت حوالي 116 مليون دولار.